# Quernheim (Kirchlengern)
Quernheim ist ein Ortsteil der im Nordosten Nordrhein-Westfalens gelegenen Gemeinde Kirchlengern und gehört zum Kreis Herford. Vor 1969 bildete Quernheim eine eigenständige Gemeinde. Mit rund 1500 Einwohnern ist Quernheim der zweitkleinste Ortsteil der Gemeinde.

## Lage
Quernheim liegt im Norden der ostwestfälischen Gemeinde Kirchlengern (Kreis Herford) im Ravensberger Land und ist weitgehend landwirtschaftlich geprägt. Es grenzt im Uhrzeigersinn an  Klosterbauerschaft, Stift Quernheim, Rehmerloh, Häver, Kirchlengern (alle Gemeinde Kirchlengern) und Spradow (Stadt Bünde).

## Geschichte
Der Name „Quernheim“ weist Querneheim als zum Frauenstift Quernheim gehörend aus, das seit 1147 belegt ist. Die adlige Familie von Quernheim, die einst Rittergüter in der Umgebung besaß (Gut Niederbehme, Gut Oberbehme und Schloss Ulenburg), trägt den Ortsnamen im Familiennamen. Quernheim (damals noch Quernem) wurde um 1150 in der Heberolle des Stifts Herford erstmals schriftlich erwähnt. Zunächst gehörte es zum Hochstift Minden, nach dessen Säkularisation zum Fürstentum Minden. Nach dem Westfälischen Frieden 1648 fiel das Gebiet an Brandenburg-Preußen und wurde in der Reformation lutherisch, was es bis heute geblieben ist. Bis 1807 war Quernheim Sitz einer Vogtei im mindischen Amt Reineberg. Von 1807 bis 1810 gehörte Quernheim zum napoleonischen Satellitenstaat Königreich Westphalen, in dem der Ort zum Kanton Reineberg gehörte. Von 1811 bis 1813 gehörte der Ort unmittelbar zu Frankreich und war dort Sitz der Mairie Quernheim im Arrondissement Minden des Departements der Oberen Ems. 1813 fiel der Ort wieder an Preußen und wurde zunächst dem Generalgouvernement zwischen Weser und Rhein unterstellt. 1816 kam der Ort zum Kreis Bünde und seit 1832 gehörte er zum Kreis Herford. Dort bildete Quernheim bis 1919 eine Gemeinde im Amt Mennighüffen und anschließend bis 1969 im Amt Kirchlengern.
Bei der kommunalen Gebietsreform am 1. Januar 1969 wurde die Gemeinde Quernheim durch das Gesetz zur Neugliederung des Landkreises Herford und der kreisfreien Stadt Herford mit weiteren ehemals selbständigen Ortsteilen zur neuen Gemeinde Kirchlengern zusammengeschlossen.

### Bevölkerungsentwicklung
- 1925: 0789 Einwohner
- 1933: 0941 Einwohner
- 1939: 0981 Einwohner
- 1961: 1188 Einwohner
- 1968: 1411 Einwohner
- 2007: 1543 Einwohner
- 2024: 1463 Einwohner[2]

## Wappen

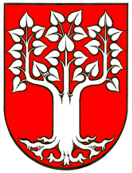
Wappen der Altgemeinde Quernheim

Das Wappen der Altgemeinde Quernheim zeigt eine silberne Linde mit Wurzeln im roten Feld. Quernheim gehört einst zur Mark des Frauenstifts in Stift Quernheim. Die Linde weist dabei auf den Holzeinschlag in der gemeinen Mark hin. Diese Mark wurde entsprechend als Wirtschaftsverband Quernheimer Mark bezeichnet. Auch das Wappen der Gemeinde Kirchlengern bezieht sich auf diese Symbolik. Seit dem Ende des 16. Jahrhunderts ist der Holzgerichtsplatz wohl nach Lengern abgewandert, zuvor wird das Holzgericht wohl aber regelmäßig, später unregelmäßig in Quernheim abgehalten worden sein.
Das rote Feld weist auf das Hochstift Minden bzw. auf das Fürstentum Minden hin, zu dem Quernheim einst gehörte. Eine 1000-jährige Kirchlinde vor der Kirche in Hagedorn, die der eventuell für die Wappendarstellung Vorlage war, wurde zu Ende des letzten Weltkriegs zerstört.

## Sehenswürdigkeiten
Quernheim gehört zur Evangelischen Kirchengemeinde Hagedorn. Die dortige Kirche wurde  im Jahr 1911 aus Naturstein über einem kreuzförmigen Grundriss erbaut. Neuromanische Stilelemente gepaart mit Jugendstilelementen schmücken den Innenraum. Die Kirche ersetzte die nicht mehr existierende alte Klus in Quernheim.
Das Feuerwehrmuseum ist nach Häver ausgelagert.

## Vereine
Ein erfolgreicher Fechtverein ist der Quernheimer Fechtclub (Quernheimer FC).